# Anthidiellum azteca
Anthidiellum azteca är en biart som först beskrevs av Urban 2001.  Anthidiellum azteca ingår i släktet Anthidiellum och familjen buksamlarbin. Inga underarter finns listade i Catalogue of Life.